# Nicarete cineraria
Nicarete cineraria là một loài bọ cánh cứng trong họ Cerambycidae.